# Крона (английска монета)
Вижте пояснителната страница за други значения на Крона.
Крона (на английски: crown) или крона на двойната роза е английска монета, въведена при паричната реформа на крал Хенри VIII от 1526 г. със стойност 5 шилинга.
Първите крони са златни, а първите сребърни монети са изсечени по времето Едуард VI. До времето на Английската република монетите съдържат малки части злато.
С течение на времето кроните стават непопулярни ио се секат само при важни събития на кралското семейство. Сеченето им продължава и до днес.